# Liste der Stolpersteine in Möhnesee
Die Liste der Stolpersteine in Möhnesee enthält alle Stolpersteine, die im Rahmen des gleichnamigen Projekts von Gunter Demnig in Möhnesee verlegt wurden. Mit ihnen soll an Opfer des Nationalsozialismus erinnert werden, die in Möhnesee lebten und wirkten.

## Verlegte Stolpersteine
| Bild | Person, Inschrift | Adresse                       | Verlege- datum | Weitere Informationen |
| --- | --- | ----------------------------- | -------------- | --------------------- |
| Bild gesucht Die Wikipedia wünscht sich an dieser Stelle ein Bild vom hier behandelten Ort. Falls du dabei helfen möchtest, erklärt die Anleitung , wie das geht. BW | HIER WOHNTE/ARBEITETE MEYER 'MAX' MEYERHOFF JG. 1869 'SCHUTZHAFT` 1938 KZ SACHSENHAUSEN FLUCHT 1939 LUXEMBURG DEPORTIERT 1942 THERESIENSTADT ERMORDET 19.8.1944          | Am Kirchplatz 10 · Körbecke · | 18. Dez. 2023  |                       |
| Bild gesucht Die Wikipedia wünscht sich an dieser Stelle ein Bild vom hier behandelten Ort. Falls du dabei helfen möchtest, erklärt die Anleitung , wie das geht. BW | HIER WOHNTE/ARBEITETE HENRIETTE MEYERHOFF GEB. NEUKAMP JG. 1876 'SCHUTZHAFT` 1938 FLUCHT 1939 LUXEMBURG DEPORTIERT 1942 THERESIENSTADT TRANSPORT 5.2.1945 IN DIE SCHWEIZ | Am Kirchplatz 10 · Körbecke · | 18. Dez. 2023  |                       |